# Jelenja vas
Jelenja vas este o localitate din comuna Kočevje, Slovenia, cu o populație de 28 de locuitori.